# Clinocerinae
Clinocerinae (лат.) — подсемейство двукрылых семейства толкунчиков.

## Описание
Мухи голубовато-серой окраски с длинными ногами. Длина тела от 2 до 5 мм. Глаза у самок и самцов не соприкасаются и обычно покрыты волосками. Форма первого членика усиков может варьировать от шаровидной до сильно заостренной. Крылья узкие без анальной лопасти, костальный край крыла с крепкими прямостоячими щетинками. Жилка CuA2 изогнута около задней кубитальной ячейки. Пульвиллы на лапках похожи на эмподий.

## Экология
Личинки развиваются в ручьях и реках с каменистым грунтом.

## Классификация
В состав подсемейства включают 16-17 родов и около 350 видов.
- Afroclinocera Sinclair, 1999
- Asymphyloptera Collin, 1933[4]
- Bergenstammia Mik, 1881[5]
- Clinocera Meigen, 1803
- Dolichocephala  Macquart, 1823
- Hypenella Collin, 1941[6]
- Kowarzia Mik, 1881
- Oreothalia Melander, 1902
- Phaeobalia Mik, 1881[5]
- Proagomyia Collin, 1933[4]
- Proclinopyga Melander, 1928
- Rhyacodromia Saigusa, 1986[7]
- Roederiodes  Coquillett, 1901
- Trichoclinocera Collin, 1941[8]
- Wiedemannia  Zetterstedt, 1838

## Распространение
Встречаются по всему миру. Высокое видовое разнообразие характерно для умеренной зоны и горных областей Голарктики.